# Little Mongeham
Little Mongeham är en by i civil parish Sutton, i distriktet Dover, i grevskapet Kent, i England. Byn är belägen 9 km från Dover. Little Mongeham var en civil parish fram till 1935 när blev den en del av Sutton. Civil parish hade 265 invånare år 1931.